# News FM
News FM (fostul Metropol FM) a fost un post de radio de știri din România, înființat pe 19 noiembrie 2007, aparținând de trustul Intact.
Postul a emis în București, pe frecvența de 89 Mhz FM și online pe internet, buletine de știri de câte cinci minute, din oră în oră, și principalele titluri de știri, la fiecare jumătate de oră.
Istoria postului de radio începe cu lansarea pe 15 ianuarie 2006 a postului Metropol FM, pe aceeași frecvență, care difuza exclusiv muzică și jingle-uri. Numele News FM nu a fost adoptat de la început pentru că trustul Intact a avut probleme cu înregistrarea numelui.
News FM este operat de Antena 3 SA, societatea pe acțiuni care deține și postul de televiziune Antena 3 CNN. Din punct de vedere al acționaratului News FM este deținut de: Corina Mirela Voiculescu, cu 48%, Sorin Oancea, cu 25%, Camelia Voiculescu, cu 21%, Fundația Umanistă Dan Voiculescu, cu 5%, și Compania pentru Cercetări Aplicative și Investiții S.A., cu 1%. Pentru realizarea postului de radio au fost investiți 150.000 de euro.
Una din cele mai bune emisiuni ale postului de radio News FM este Traficanții, realizată de prezentatorul de televiziune Mircea Badea, difuzată de luni până vineri între orele 18-19.